# Josephine Skriverová
Josephine Skriverová Karlsenová (* 14. dubna 1993 Kodaň) je dánská modelka.
V raném dětství se objevila v reklamě na Pampers. Věnovala se pak závodně fotbalu a v patnácti letech dostala na zájezdu svého týmu do USA nabídku na smlouvu v modelingu. Poprvé vystoupila v roce 2011 s podzimní kolekcí Alberty Ferretti. Spolupracuje také se značkami Prada, Gucci, Balenciaga, DKNY a Givenchy. Byla na obálce časopisů Vogue, Marie Claire, Elle, Vanity Fair a Harper's Bazaar. Od roku 2013 také propaguje značku Victoria's Secret a roku 2016 se stala jejím oficiálním „andílkem“. Proslula modelem sestaveným ze 450 000 kamínků od firmy Swarovski. Hrála ve videoklipu k písni Kanye Westa „Wolves“. V roce 2020 pózovala pro Sports Illustrated Swimsuit Issue.
Její otec je mořský biolog a matka informační analytička. Oba jsou homosexuální a Josephine i její mladší bratr byli počati oplodněním ve zkumavce. Dlouhodobě se věnuje aktivismu na podporu práv LGBT osob a zúčastnila se Gay Pride v New Yorku. Spolupracuje také s organizaci PlanBørnefonden pomáhající africkým ženám a dětem.
Jejím manželem je od roku 2022 zpěvák americké rockové skupiny The Cab Alexander DeLeon. Žijí spolu v Los Angeles a v srpnu 2023 pár oznámil narození dcery.
Je prominentní fanynkou klubu Las Vegas Raiders.